# Cortes de la Frontera
Cortes de la Frontera est une commune de la province de Malaga dans la communauté autonome d'Andalousie en Espagne.

## Géographie

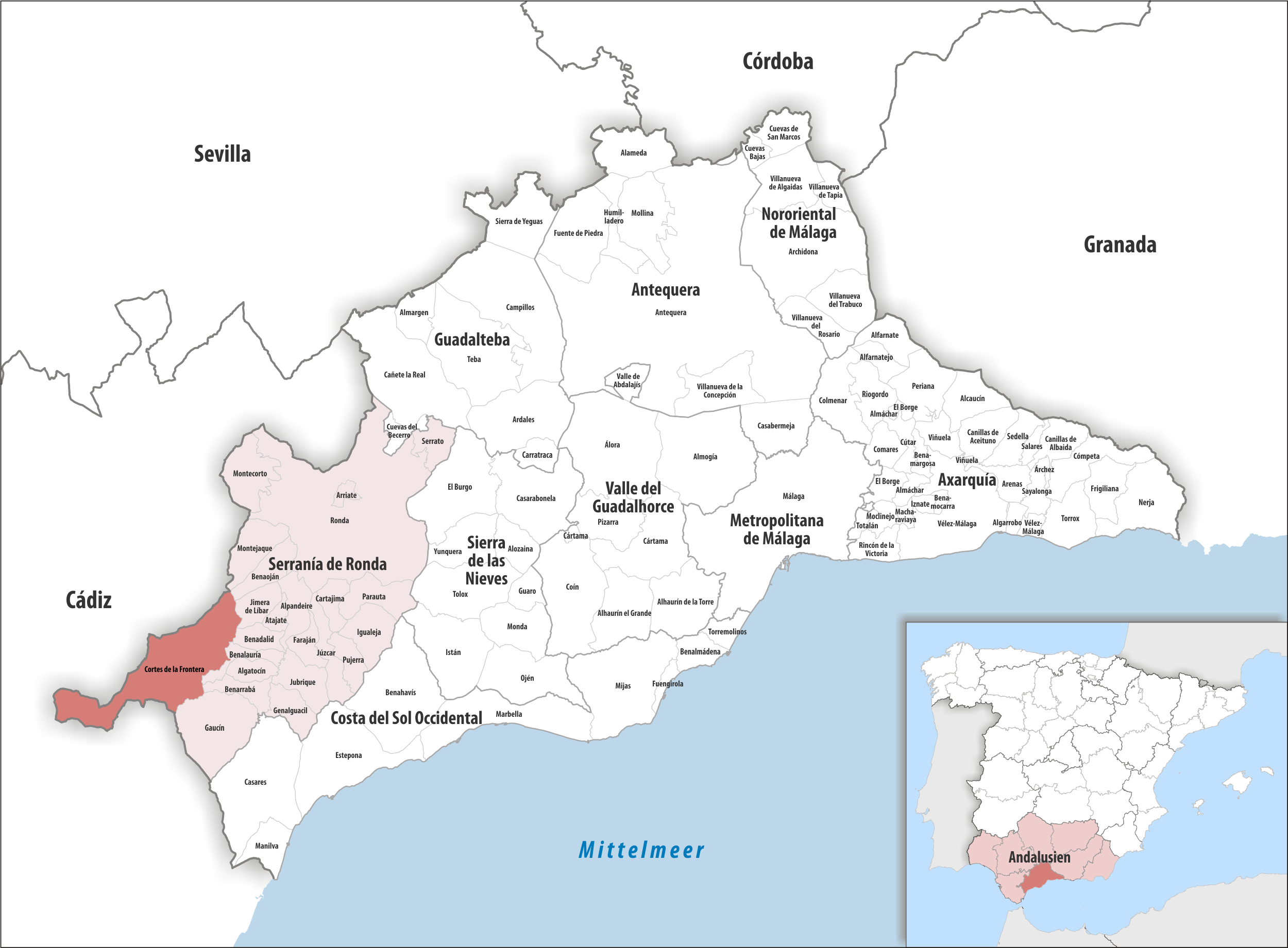
Cortes de la Frontera dans la province de Malaga / en Andalousie

### Localisation
La commune de Cortes de la Frontera fait partie de la comarque de Serranía de Ronda, province de Malaga. Malaga est à 131 km à l'est (avec un assez grand détour par le nord-est qui évite les petites routes de montagne passant entre les sommets du parc national de la Sierra de las Nieves) ; Gibraltar à 83 km au sud.
Presque toute la partie nord de la commune est incluse dans le parc naturel de la Sierra de Grazalema, sauf le village lui-même et la partie de la commune se trouvant à l'est du village. Toute la partie sud de la commune est dans le parc naturel Los Alcornocales (es).